# انضباط مدرسي
يتعلق الانضباط المدرسي بالإجراءات التي يتخذها المعلمون أو المؤسسات المدرسية تجاه الطلاب عندما يُعطل سلوكهم سير العملية التعليمية أو يخالفون قاعدةً وضعتها المدرسة. يمكن للانضباط أن يُرشد سلوك الأطفال أو يضع حدودًا لمساعدتهم على تعلم كيفية الاعتناء بأنفسهم وبالآخرين وبالعالم من حولهم بشكل أفضل.
تضع الأنظمة المدرسية قواعد، وإذا خالفها الطلاب، فإنهم يخضعون للانضباط. قد تُحدد هذه القواعد، على سبيل المثال، المعايير المتوقعة للزي المدرسي، والالتزام بالمواعيد، والسلوك الاجتماعي، وأخلاقيات العمل. يُطلق مصطلح "الانضباط" على الفعل الناتج عن مخالفة القواعد. يهدف الانضباط إلى وضع حدود لتقييد سلوكيات أو مواقف معينة تُعتبر ضارة أو مُخالفة لسياسات المدرسة، والمعايير التعليمية، والتقاليد المدرسية، وما إلى ذلك. يتغير تركيز الانضباط، وتظهر نُهج بديلة بسبب ارتفاع معدلات التسرب الدراسي بشكل ملحوظ، والعقوبات غير المتناسبة على طلاب الأقليات، وأوجه عدم المساواة التعليمية الأخرى.